# Main Event der World Series of Poker 1984
Das Main Event der World Series of Poker 1984 war das Hauptturnier der 15. Austragung der Poker-Weltmeisterschaft in Las Vegas.

## Turnierstruktur
Das Hauptturnier der World Series of Poker in No Limit Hold’em startete am 14. Mai und endete mit dem Finaltisch am 19. Mai 1984. Ausgetragen wurde das Turnier im Binion’s Horseshoe in Las Vegas. Die insgesamt 140 Teilnehmer mussten ein Buy-in von je 10.000 US-Dollar zahlen, für sie gab es neun bezahlte Plätze.

## Finaltisch
Der Finaltisch wurde am 19. Mai 1984 ausgespielt. In der finalen Hand gewann Keller mit 10♥ 10♠ gegen Wolford mit 6♥ 4♥.
| Platz | Herkunft           | Spieler        | Preisgeld (in $) |
| ----- | ------------------ | -------------- | ---------------- |
| 1     | Vereinigte Staaten | Jack Keller    | 660.000          |
| 2     | Vereinigte Staaten | Byron Wolford  | 264.000          |
| 3     | Vereinigte Staaten | Jesse Alto     | 132.000          |
| 4     | Vereinigte Staaten | David Chew     | 066.000          |
| 5     | Vereinigte Staaten | Rick Hamil     | 066.000          |
| 6     | Vereinigte Staaten | Curtis Skinner | 052.800          |